# Тимон и Пумба (ТВ серија)
Тимон и Пумба (енгл. Timon & Pumbaa) америчка је анимирана телевизијска серија коју је креирала компанија Волт Дизни. Заснована на Дизнијевом филму из 1994. године Краљ лавова, ради се о меркату Тимону и брадавичастој свињи по имену Пумба, који проживљавају комичне авантуре.
Године 2004, Тимон и Пумба глумили су у свом дугометражном филму Краљ лавова 3: Хакуна Mатата, ДВД адаптација телевизијске серије као наставак прва два филма.
Серија је у Србији премијерно приказан 2007. године на каналу Пинк, синхронизован на српски језик. Синхронизацију је радио студио Мириус. Следеће године, студио Лаудворкс је ресинхронизовао серију за канал РТС 1. Ниједна српска синхронизација нема DVD издања.

## Улоге
| Име лика | Глас                               |
| -------- | ---------------------------------- |
| Тимон    | Нејтан Лејн Кевин Шон Квинтон Флин |
| Пумба    | Ерни Сабела                        |